# Nguyễn Công Bình (Tiền Giang)
 Nguyễn Công Bình tên thật là  Nguyễn Văn Mè (12 tháng 3 năm 1922 – 22 tháng 6 năm 2014) là một nhà cách mạng, chính khách Việt Nam, nguyên Phó Bí thư Tỉnh ủy, Chủ tịch Ủy ban nhân dân tỉnh Tiền Giang, Trưởng đoàn Đại biểu Quốc hội khóa VI, VII đơn vị tỉnh Tiền Giang.

## Tiểu sử
Nguyễn Công Bình tên thật là Nguyễn Văn Mè, thường gọi: Sáu Bình, sinh ngày 12 tháng 3 năm 1922, quê quán xã Bình Phú, huyện Cai Lậy, tỉnh Tiền Giang.
Ông tham gia hoạt động cách mạng tháng 11 năm 1940, được kết nạp vào Đảng Cộng sản Việt Nam ngày 19 tháng 5 năm 1947
- Từ 11/1940 – 4/1945: Nhân viên giao liên bí mật cho Chi bộ xã Bình Phú, huyện Cai Lậy, tỉnh Mỹ Tho
- Từ 5/1945 – 10/1958: Đội trưởng Thanh niên tiền phong, Chánh Thư ký Hội Nông dân cứu quốc, Bí thư chi bộ xã Bình Phú, huyện Cai Lậy
- Từ 11/1958 – 10/1959: Đảng viên điều lắng tại huyện Bến Cát, tỉnh Thủ Dầu Một
- Từ 10/1959 – 11/1961: Huyện ủy viên, Ủy viên Ban Thường vụ Huyện ủy phụ trách liên xã huyện Cai Lậy, tỉnh Mỹ Tho
- Từ 11/1961 – 6/1966: Cán bộ rồi Ủy viên Ban An ninh Khu 8
- Từ 6/1966 – 8/1969: Phó ban An ninh rồi Tỉnh ủy viên, Trưởng ban An ninh tỉnh Mỹ Tho
- Từ 9/1969 – 5/1972: Ủy viên Ban Thường vụ Tỉnh ủy, Phó Bí thư Tỉnh ủy, Chủ tịch Ủy ban nhân dân cách mạng tỉnh Mỹ Tho
- Từ 6/1972 – 6/1974: Phó ban thường trực Ban An ninh Khu 8
- Từ 7/1974 – 2/1976: Bí thư Tỉnh ủy Mỹ Tho
- Từ 3/1976 – 10/1986: Phó Bí thư Tỉnh ủy, Chủ tịch Ủy ban nhân dân tỉnh Tiền Giang, Trưởng đoàn Đại biểu Quốc hội khóa VI, VII đơn vị tỉnh Tiền Giang
- Từ 10/1986, ông nghỉ hưu

Ông mất ngày 22 tháng 6 năm 2014 (nhằm ngày 25 tháng 5 năm Giáp Ngọ), hưởng thọ 92 tuổi.

## Khen thưởng
- Huy hiệu 65 năm tuổi Đảng[3]
- Huân chương Độc lập hạng Nhất
- Huân chương Kháng chiến chống Pháp hạng Ba
- Huân chương Quyết thắng hạng Nhất
- Huân chương Kháng chiến chống Mỹ hạng Nhất
- Huân chương Chiến công hạng Nhất